# Платон Кульбуш
Платон Кульбуш (ест. piiskop Platon; в миру Пауль Кульбуш, нім. Paul Kulbusch, 13 липня 1869 , село Поотсі, Ліфляндська губернія, нині Естонія — 14 січня 1919, Тарту, Естонія) — єпископ Відомства православного сповідання Російської імперії, єпископ Ревельський.

## Біографія
Батько — Петро Кульбуш був псаломщиком і вчителем церковно-приходської школи при Аросаарській (Арусаарській) церкві Ризької єпархії.
Закінчив Ризьке духовне училище у 1884 році, Ризьку духовну семінарію — у 1890 році (кращий студент випуску), Санкт-Петербурзьку духовну академію — у 1894 році зі ступенем кандидата богослов'я.

## Священник
5 грудня 1894 року був висвячений на священника і призначений на посаду настоятеля естонського православного приходу в Петербурзі, який був заснований указом Святійшого синоду 31 грудня 1894 року. Спочатку богослужіння доводилося здійснювати в підвалі Малоколоменської Воскресенської церкви.
Засновник і завідувач відкритої 21 жовтня 1898 року естонської двокласної церковно-приходської школи. Він сам і члени причту вели заняття безоплатно. При школі існував невеликий інтернат, найбідніші учні забезпечувалися харчуванням. 29 листопада 1898 року за його ініціативи в Петербурзі було відкрито естонське Братство в ім'я священномученика Ісидора Юр'євського. Метою братства була турбота про зростання і духовне зміцнення православної естонської пастви, видання та поширення духовної літератури естонською мовою, облаштування бібліотек, допомога нужденним, побудова парафіяльного храму.
Ініціатор будівництва в Петербурзі естонської православної церкви в ім'я священномученика Ісидора Юр'євського, освяченої 23 вересня 1907 року. У створенні та освяченні храму брав участь Іван Кронштадтський.
Богослужіння в церкві відбувалися естонською мовою. При храмі були приміщення для культурно-просвітницької діяльності, проведення катехизації, а також невеликий готель для естонців, що приїжджали до Петербургу.
Тільки за перші 12 років його енергійної і невтомної служби утворилося сім естонських парафій: в Петербурзі, Кронштадті, Гатчині, Лузі, Нарві, Клопицях (Петергофський повіт) і в селі Заяньє Гдовського повіту. Був благочинним дванадцяти естонських парафій Санкт-Петербурзької єпархії. У 1905 році возведений у сан протоієрея. Був відомим у місті проповідником, чиї проповіді регулярно друкувалися в «Санкт-Петербурзькому духовному віснику», законовчителем в Ливарній жіночій гімназії.

## Єпископ
8 серпня 1917 року в Тарту відбулися збори Ризької єпархії, на яких було висунуто пропозицію про освіту в єпархії Ревельского вікаріатства, до складу якого увійшли б усі естонські парафії. Кандидатом на єпископську кафедру був названий протоієрей Павло Кульбуш. Ця пропозиція була схвалена Патріархом Тихоном, який говорив про протоієрея Павла: «Нікому не вдасться в наш темний час правителів-безбожників змусити його відступити від віри». Подальшу долю протоієрея Платона Кульбуша, єпископа Ревельського визначив Священний синод, що 18 грудня 1917 року постановив після постригу в чернецтво возвести його у сан архімандрита.
Прийняв чернечий постриг з ім'ям Платон. Хіротонізований на єпископа Ревельского 31 грудня 1917 року в Олександро-Невському соборі в Ревелі (Таллінні) митрополитом Петроградським і Гдовським Веніаміном Казанським і вікарієм Петроградської єпархії єпископом Лузьким Артемієм Ільїнським. Незабаром йому було доручено керувати Ризькою єпархією, проте його резиденція залишилася в Тарту.
Активно займався відновленням парафіяльного життя в єпархії. У складних умовах війни і німецької окупації частиною на конях, частиною пішки, відвідав велику частину своїх парафій в Естонії і в Латвії, де, за свідченням очевидців, «його проникливе богослужіння і захоплюючі проповіді вносили бадьорий струмінь в серця пастви».
Користувався повагою як своєї православної пастви, так і вірян інших конфесій серед співвітчизників.
Тонка і глибоко освічена людина, чуйна, м'яка і привітна у звертанні, що поєднувала широту поглядів і почуття гумору з постійною духовною зосередженістю і релігійним завзяттям.

## Арешт і мученицька смерть
22 грудня 1918 року Тарту був зайнятий більшовиками. 2 січня 1919 року єпископ Платон був заарештований на вулиці і разом з іншими жителями міста (всього за 24 дня більшовицької влади в Тарту було заарештовано понад 500 осіб) ув'язнений в приміщенні Кредитного банку. У перетвореній на в'язницю будівлі ув'язнені містилися в дуже важких умовах, а особливим знущанням і приниженням піддавався владика Платон, який ще не отямився від хвороби (грип-іспанка з ускладненням у вигляді крупозного запалення легенів).
В ніч з 14 на 15 січня 1919 року місто було відбито натиском естонської армії. Відступаючи, червоні комісари відвели в підвальне приміщення і вбили 20 ув'язнених, в тому числі владику Платона, протоієреїв Успенського собору м. Тарту Михайла Блейве і Миколу Бежаницького. Тіла деяких убитих були до понівечені до невпізнання. Тіло єпископа Платона містило на собі сліди 7 штиків і 4 вогнепальних ран, причому одна з них — від розривної кулі прямо в праве око, потилиця була пробита прикладом гвинтівки. Його впізнали тільки по захованій на грудях панагії.
9 лютого 1919 року єпископа Платона було поховано в лівому приділі Спасо-Преображенського собору в Ревелі.

## Пам'ять і канонізація

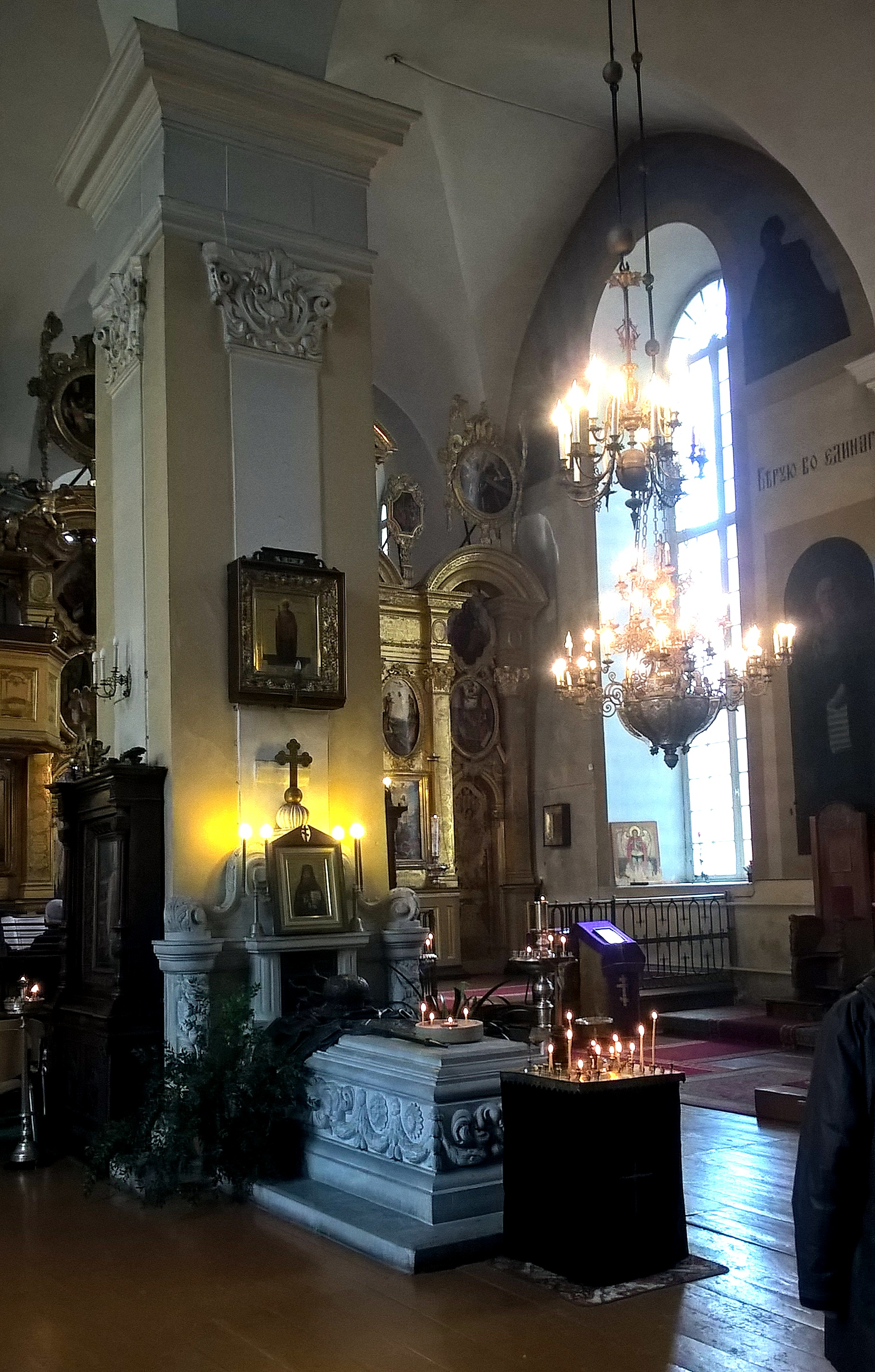

У 1922 році в пам'ять про святителя був заснований Орден єпископа Платона, який вручається за служіння на славу Бога і на користь Естонської апостольської православної церкви.
У 1929 року у дворі Спасо-Преображенського собору в Талліні був встановлений бюст єпископа Платона, а в лютому 1931 року відбулося урочисте освячення мармурового саркофага над його могилою, спорудженого за проектом скульптора Амандуса Адамсона на кошти, асигновані естонським урядом і зібрані шляхом пожертвувань.
У 1981 році рішенням Архієрейського Собору Російської православної церкви закордоном канонізований у лику святих із включенням до Собору новомучеників і сповідників російських зі встановленням дня пам'яті 1 січня.
Єпископ Платон шанується в Естонській апостольській православній церкві Константинопольського патріархату, якій належить як Спасо-Преображенський собор у м. Таллінн, так і Успенський собор м. Тарту.
У жовтні 2000 року єпископ Платон був канонізований Синодом Константинопольської церкви.